# Vladislav Lomko
Vladislav Lomko né le 27 décembre 2004 à Nijni Taguil en Russie, est un pilote automobile russe, évoluant sous licence française depuis 2022. Il participe actuellement au championnat d'Euroformula Open.

## Biographie

### Karting
Lomko commence le karting en Russie, terminant troisième du championnat national en 2016, avant de déménager en France à l'âge de 14 ans pour participer à des séries européennes. Il remporte notamment le championnat du Benelux.

### Formule 4

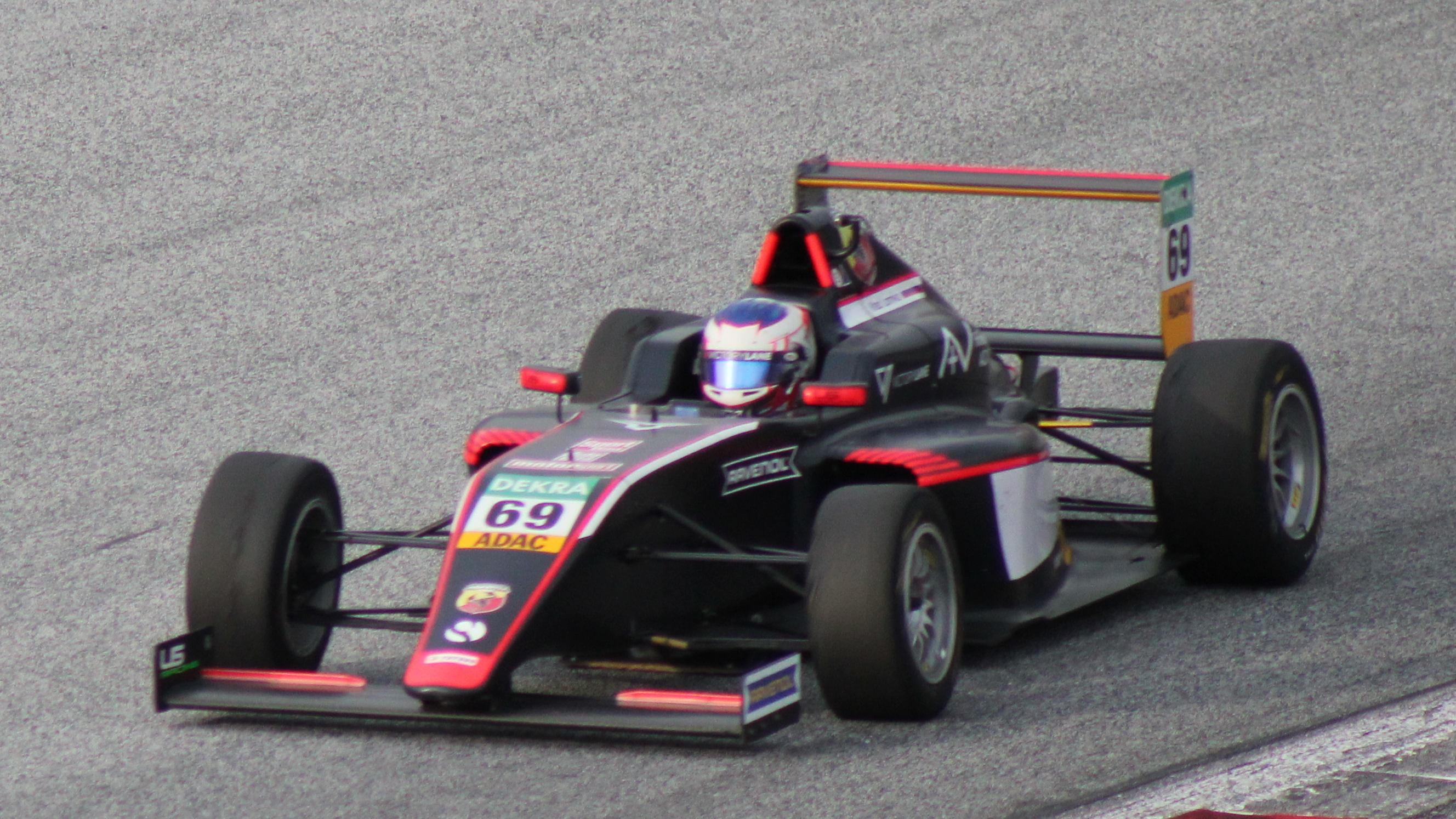
Vladislav Lomko en Formule 4 allemande en 2021 à Spielberg.

En 2019, Lomko fait ses débuts en monoplace en disputant la manche de Budapest du Championnat de France F4. Il revient en fin de saison pour courir lors de la dernière manche au Castellet, réalisant deux top dix mais n'inscrivant aucun point en raison de son statut de pilote invité. Pour la saison 2020, il s'engage en championnat ADAC F4 chez US Racing, aux côtés de Elias Seppänen, Tim Tramnitz et Oliver Bearman . Lors de la quatrième manche au Nürburgring, le Russe remporte sa première victoire en monoplace, réalisant aussi le tour le plus rapide. Il remporte une deuxième victoire lors de la première course de l'avant-dernière épreuve de l'année, disputée au Lausitzring. Il se classe huitième du classement général, onze points derrière son coéquipier Bearman. 
L'année suivante, Lomko fait une apparition unique dans le championnat F4 UAE, remportant deux courses de la finale sur le Dubaï Autodrome. Il reste chez US Racing au sein du championnat allemand, de nouveau aux côtés de Tramnitz, ainsi que Luke Browning et de Alex Dunne lors de certaines courses. Il remporte une nouvelle victoire au Sachsenring, repoussant son ancien coéquipier Bearman dans les derniers tours,. Lomko décroche trois autres podiums (des troisièmes places), et se classe sixième du championnat, derrière Tramnitz et Browning.

### Euroformula Open
En 2022, Lomko se dirige vers l'Euroformula Open, pilotant pour CryptoTower Racing aux côtés de Christian Mansell et du redoublant Josh Mason. À cause de l'invasion russe de l'Ukraine, il décide de changer de nationalité sportive, passant sous licence française. Lors de la première course sur le circuit d'Estoril, Lomko, courant désormais sous licence française, termine deuxième et premier du classement des rookies. La deuxième course est marquée par un contact avec Nicola Marinangeli, il se rattrape ensuite en finissant cinquième de la troisième course. Lomko enchaîne avec une troisième place dans la première course à Pau, après avoir démarré deuxième puis s'être fait dépasser par son coéquipier Mansell dès le départ. Dimanche, il change cependant la donne, remportant le Grand Prix de Pau et remportant sa première victoire dans la série. Il réalise ensuite un triple podium au Castellet, et décroche deux autres podiums en Belgique, après avoir été contraint de partir du fond de la grille lors des trois courses. Il décroche sa première pole position dans la catégorie lors de l'événement suivant à Budapest, mais n'obtient qu'une deuxième place tout au long du week-end. Lomko remporte la deuxième course à Imola et enchaîne avec un triple podium à Spielberg, dont une nouvelle victoire,. Lors de l'avant-dernière manche de la saison, il convertit sa pole position en victoire dans une course pluvieuse le samedi. Le lendemain, deux combats pour la tête de la course débouchent sur une paire de podiums, dont une victoire lors de la troisième course. Il termine vice-champion avec 434 points.

## Résultats en compétition automobile
| Saison | Championnat                                      | Écurie               | Courses | Victoires | Pole positions | Meilleurs tours | Podiums | Points | Classement |
| ------ | ------------------------------------------------ | -------------------- | ------- | --------- | -------------- | --------------- | ------- | ------ | ---------- |
| 2019   | Championnat de France de Formule 4               | FFSA Academy         | 6       | 0         | 0              | 0               | 0       | 0†     | n.c        |
| 2020   | Championnat d'Allemagne de Formule 4             | US Racing            | 21      | 2         | 0              | 2               | 2       | 113    | 8e         |
| 2020   | Championnat d'Italie de Formule 4                | US Racing            | 4       | 0         | 0              | 0               | 0       | 0      | 34e        |
| 2021   | Championnat des Émirats arabes unis de Formule 4 | BWT Mücke Motorsport | 4       | 2         | 1              | 0               | 2       | 66     | 12e        |
| 2021   | Championnat d'Allemagne de Formule 4             | US Racing            | 18      | 1         | 0              | 1               | 3       | 133    | 6e         |
| 2021   | Championnat d'Italie de Formule 4                | US Racing            | 8       | 0         | 0              | 0               | 1       | 43     | 11e        |
| 2022   | Formule Régionale Asie                           | Hitech Grand Prix    | 3       | 0         | 0              | 0               | 0       | 0      | 34e        |
| 2022   | Euroformula Open                                 | CryptoTower Racing   | 26      | 6         | 2              | 5               | 19      | 434    | 2e         |
| 2023   | Asian Le Mans Series                             | CD Sport             | 4       | 0         | 0              | 1               | 0       | 18     | 9e         |
| 2023   | European Le Mans Series                          | Cool Racing          | 6       | 0         | 2              | 0               | 1       | 69     | 6e         |

† Lomko étant un pilote invité, il était inéligible pour marquer des points.